# Calvinismus

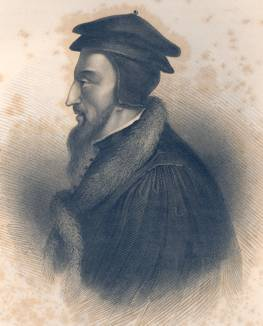
Jean Calvin

Der Begriff Calvinismus wird uneinheitlich gebraucht. Er ist einerseits eine Fremdbezeichnung der frühen Lutheraner für die aus der Schweizer Reformation hervorgegangene reformierte Kirchenfamilie, zu der auch Presbyterianische Kirchen und Kongregationalisten gehören. Als Calvinismus werden andererseits das theologische System Johannes Calvins (1509–1564) und der Genfer Akademie bezeichnet, die maßgeblich durch die Lehren der Reformatoren Huldrych Zwingli, Heinrich Bullinger, Martin Bucer und Philipp Melanchthon beeinflusst wurden. Über die Theologie hinaus werden sowohl die konservativen als auch die innovativen Weiterentwicklungen der Reformierten in Wirtschaft, Gesellschaft, Politik und Kultur bis in die Gegenwart bezeichnet. Obwohl im französischen Sprachraum der Alten Eidgenossenschaft (heute: Schweiz) entstanden, hatte der Calvinismus am meisten Einfluss in den Niederlanden, Schottland, im Osten Ungarns und in den USA. Mit dem Calvinismus werden wie im Puritanismus eine starke Ehrfurcht vor Gott und der Bibel, eine hohe Arbeitsmoral, persönlicher Erfolg und eine gesellschaftliche Verantwortung verbunden.

## Begriff
Der Begriff „Calvinismus“ wurde 1552 von dem Gnesiolutheraner Joachim Westphal geprägt. Calvin selbst lehnte diese Bezeichnung entschieden ab. Die Selbstbezeichnung als „reformierte Kirchen“ verdeutlicht, dass diese Kirchen sich nicht als Neugründung einer Person des 16. Jahrhunderts, nämlich Calvins, verstehen, sondern als Teile der einen, seit der Zeit der Apostel bestehenden Kirche. Diese Selbstbezeichnung wurde im Friedensvertrag von Osnabrück 1648 reichsrechtlich als Name einer Konfessionskirche anerkannt. Calvinistae und Calviner waren demgegenüber polemische Fremdbezeichnungen seitens der beiden anderen reichsrechtlich anerkannten Konfessionskirchen (Katholizismus und Luthertum).
„‚Calvinismus‘ ist, wenigstens im deutschsprachigen Bereich, für Reformierte eine – oft polemische – Fremdbezeichnung, die sie mit Grund von sich weisen und nicht als Selbstbezeichnung gebrauchen.“ (Eberhard Busch)

## Lehre

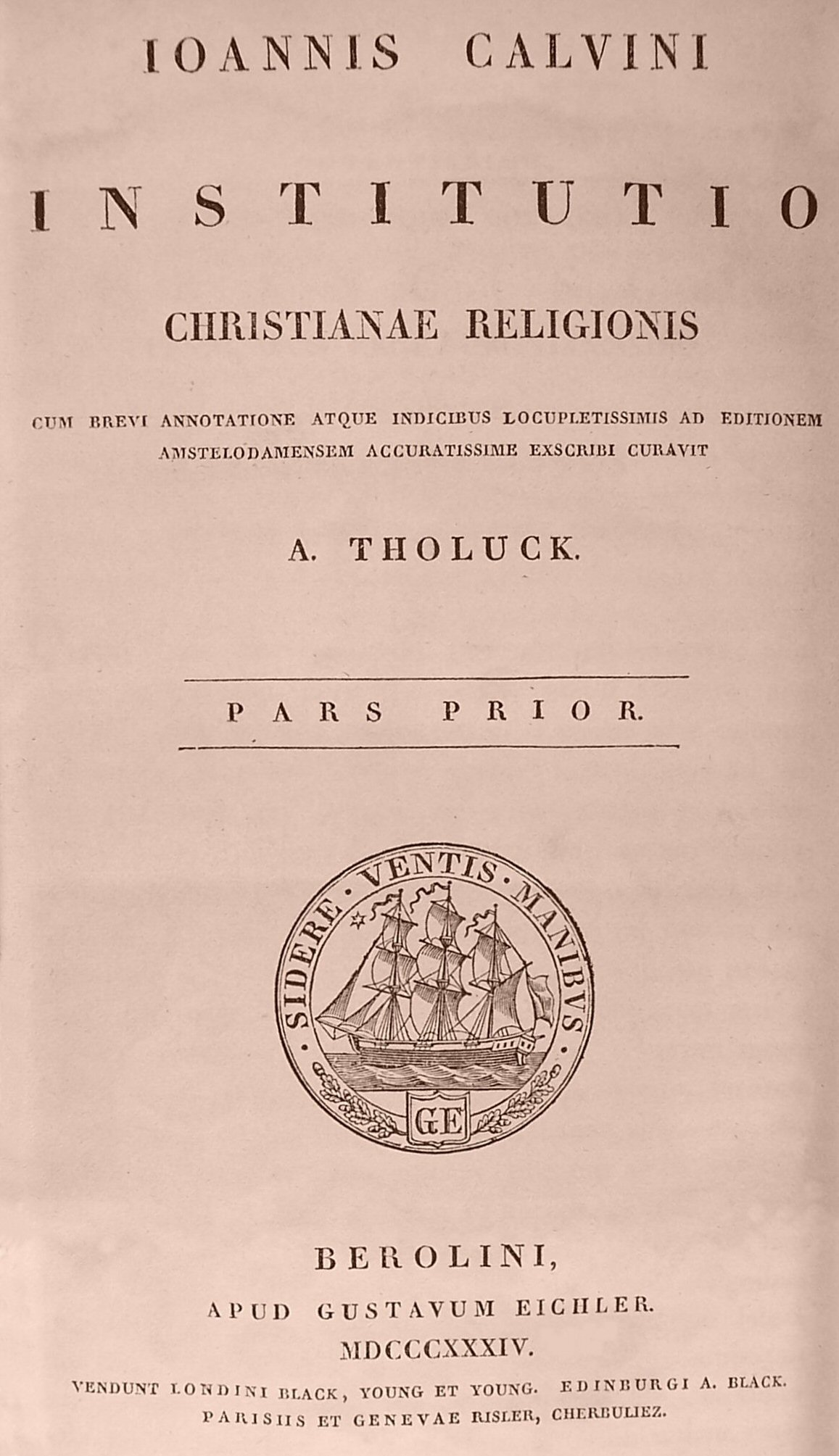
Calvins Hauptwerk: Institutio Christianae Religionis

Die Theologie Calvins betont die unbedingte Heiligkeit Gottes. Alles Menschenwerk, sogar die Glaubensentscheidung und nicht zuletzt der Kultus der katholischen Kirche mit Sakramenten, Reliquien oder Ablass galten ihm als Versuche, die Souveränität Gottes einzuschränken und an Irdisches zu binden. Die zum Teil schroffen Züge von Calvins Offenbarungs-, Gnaden- und Erlösungslehre wurden in der Auseinandersetzung der Calvinisten mit den „Arminianern“ im 17. Jahrhundert durch die Beschlüsse der Dordrechter Synode und durch das Bekenntnis von Westminster noch verschärft; das gilt insbesondere für Calvins Lehre von der doppelten Prädestination, wonach Gott ein für alle Mal vorherbestimmt habe, ob ein bestimmter Mensch auf dem Weg zur ewigen Seligkeit oder zur ewigen Verdammnis sei.

### Die vier reformatorischen „Soli“ als Basis
Wie bei fast allen Richtungen, die aus der Reformation hervorgingen, gehören die vier Soli zur Basis des Calvinismus:
- sola scriptura – allein die Schrift ist die Grundlage des christlichen Glaubens (nicht die Tradition),
- solus Christus – allein Christus (nicht die Kirche) hat Autorität über Gläubige,
- sola fide – allein durch den Glauben wird der Mensch gerechtfertigt (nicht durch gute Werke),
- sola gratia – allein durch die Gnade wird der Mensch gerettet.

### Die fünf Punkte des Calvinismus
Im frühen 20. Jahrhundert entstand in den Vereinigten Staaten eine populäre Darstellung von „Fünf Punkten des Calvinismus“ unter dem Akronym TULIP (Total depravity, Unconditional election, Limited atonement, Irresistible grace, Perseverance of the saints). Inhaltlich handelt es sich um eine Simplifizierung der Lehrregeln von Dordrecht bei geänderter Reihenfolge der Themen. Weder kann der klassische Calvinismus auf fünf Punkte reduziert werden, noch stammen alle fünf Formulierungen von Calvin.

#### Völlige Verdorbenheit/Unfähigkeit(Total depravity)
Aufgrund des Sündenfalls beherrscht die Sünde den ganzen Menschen, sein Denken, seine Gefühle und seinen Willen. Daher ist der natürliche Mensch nicht fähig, die Botschaft des Evangeliums zu verstehen, er ist geistlich völlig hilflos und verloren. Der Mensch kann Gottes rettende Botschaft erst verstehen, nachdem er durch den Heiligen Geist dazu befähigt wurde (Röm 5,12 , Mk 4,11 ).
Die Formulierung ist missverständlich: Die Canones von Dordrecht lehren nicht, dass der Mensch gar nichts Gutes tun könne, sondern, dass der Mensch nicht imstande sei, seine Erlösung durch eigene Anstrengung zu erreichen.

#### Bedingungslose Erwählung(Unconditional election)
Calvins Lehre der doppelten Prädestination wurde von der Dordrechter Synode in Auseinandersetzung mit dem Arminianismus modifiziert (Calvin: supralapsarisch, Dordrecht: infralapsarisch). Gott in seiner Barmherzigkeit hat aus seinem ewigen Ratschluss, nicht aus dem Vorherwissen ihres zukünftigen Lebenswandels, einige Menschen erwählt und zum Glauben bestimmt. Die übrigen Menschen überlässt er ihrer eigenen Bosheit. Die Gründe, warum Gott einige erwählt hat und andere nicht, sind unbekannt. Es ist aber offensichtlich, dass es nicht aufgrund irgendwelcher guten Werke von Seiten des Erwählten geschehen ist. Die Erwählung ist insofern nicht an irgendwelche in der Person des Erwählten liegende Bedingungen geknüpft (Röm 9,15 .21).

#### Begrenzte Versöhnung/Sühne(Limited atonement)
Das ist der Glaube, dass Jesus Christus nicht gestorben ist, um alle Menschen zu retten. Sein Erlösungswerk ist nur an die auserwählten Sünder, die durch ihn gerettet sind, gerichtet (Mt 26,28 , Eph 5,25 ).
Die Formulierung ist missverständlich: Die Canones von Dordrecht betonen die universale Dimension des Kreuzes Christi.

#### Unwiderstehliche Gnade(Irresistible grace)
Gemeint ist, dass man die Gnade der Erwählung nicht ausschlagen kann. Der Mensch hat in dieser Hinsicht also keinen freien Willen, da er tot ist in seinen Vergehungen und deswegen keinerlei Macht hat, sich für Gott zu entscheiden (Eph 2,1 ). Nur durch den Ruf Gottes kann der Mensch geistlich wieder zum Leben erweckt werden (Eph 2,5 ), und somit zu Gott kommen. Jeder Mensch, den Gott erwählt hat, werde Gott erkennen. Die Erwählten können dem Ruf Gottes nicht widerstehen (Joh 6,44 , Röm 8,14 ).
Die Formulierung ist missverständlich: Die Canones von Dordrecht lehren nicht, dass die Gnade „unwiderstehlich“ sei, sondern dass Gottes Gnade trotz menschlicher Widerstände ihr Ziel erreiche.

#### Die Beharrlichkeit der Heiligen(Perseverance of the saints)
Die einmal Geretteten werden gerettet bleiben. Es sei unmöglich, Gottes Gnade wieder zu verlieren (Röm 8,28 , Joh 6,39 ). Diese „Beharrlichkeit“ wird mit dem Fachbegriff „Perseveranz“ bezeichnet.
Die Formulierung ist missverständlich: Die Canones von Dordrecht betonen mehr Gottes gnädige Bewahrung als das menschliche „Ausharren.“

### Historische Einordnung von TULIP
Die Fünf Punkte des Calvinismus stehen in keiner historischen Beziehung zu den Lehrregeln von Dordrecht und geben diese auch nicht unverkürzt wieder (was besonders bei den Formulierungen total depravity und limited atonement kritisiert wird). Das schwerwiegendste Problem ist aber folgendes: Die Lehrregeln stehen als Bekenntnisschrift nicht für sich, sondern stellen eine Ergänzung zu den beiden älteren Bekenntnisschriften der niederländischen reformierten Kirche dar, der Confessio Belgica und dem Heidelberger Katechismus. Während die Confessio Belgica und der Heidelberger Katechismus jeweils das ganze Spektrum der Glaubensinhalte darstellen, haben die Lehrregeln nur den Anspruch, einige aktuelle Streitfragen zur Prädestination verbindlich zu klären.
Diese Lehrregeln von Dordrecht wurden 1619 den beiden bisherigen niederländischen Bekenntnisschriften hinzugefügt. Ihre Bedeutung besteht darin, die konfessionelle Identitätsbildung des Reformiertentums in Abgrenzung zum Luthertum gefestigt zu haben. Neben der Christologie und der Abendmahlslehre war die Prädestinationslehre das dritte Feld innerprotestantischer Differenzen, und hierfür boten die Lehrregeln im Reformiertentum konsensfähige Formulierungen.
Nach Margit Ernst-Habib sind die Fünf Punkte des Calvinismus der Versuch einer retrospektiven Identitätsbestimmung durch Auflisten von Lehrpunkten (essential tenets), die angeblich die Essenz des klassischen Calvinismus beinhalten. Eine beanspruchte unveränderliche Gültigkeit stehe aber in Spannung zu dem hermeneutischen Grundsatz reformierter Kirchen, dass die Heilige Schrift dem Bekenntnis vorgeordnet ist und Bekenntnissätze nach besserer Belehrung durch die Heilige Schrift revidierbar sind.

### Weitere Merkmale des Calvinismus
Darüber hinaus ist der Calvinismus gekennzeichnet durch:
- eine starke Ausprägung der Bundestheologie,
- protestantische Askese,
- strenge Kirchenzucht, das heißt die Gemeinde kann verschiedene Strafen gegen ihre Mitglieder verhängen, wenn sich diese unmoralisch verhalten,
- Fleiß und Arbeitseifer, wobei wirtschaftlicher Wohlstand in der protestantischen Ethik mitunter als Zeichen der Erwählung interpretiert wird,
- Unabhängigkeit vom Staat,
- nicht-hierarchische Kirchenordnung (Allgemeines Priestertum),
- Abendmahl als Erinnerungsfeier, kein Glaube an die Realpräsenz.

## Kirche
Calvin entwarf eine Kirchenordnung, die auf der lokalen Kirchengemeinde basierte. Die Führung wurde von Mitgliedern der Gemeinde gewählt und oblag nicht dem Priestertum. Über der lokalen Gemeinde gab es drei Hierarchiestufen, wobei die nationale oder Generalversammlung die höchste Instanz war.
Ein besonderes Merkmal war die krisensichere Organisation der Hierarchie, die es den lokalen Kirchen ermöglichte, in Krisenzeiten auch ohne Treffen mit den höheren Instanzen weiter zu bestehen. Ein Verhaften der Kirchenführung würde die Kirche nur so lange zurückwerfen, bis eine neue Führung gewählt worden war. Aus diesem Grund waren calvinistische Kirchen nur schwer auszurotten und wuchsen sogar in einer Zeit, in der Kriege und religiöse Verfolgung alltäglich waren.
Die Kirche war vom Gedanken geprägt, dass ein Einbinden der Mitglieder in den Entscheidungsprozess ihr Engagement fördere. Das calvinistische Kirchenmodell war einflussreich für die Entwicklung demokratischer Strukturen in der westlichen Welt.

## Kontroversen
Calvin sah in seiner Vorherbestimmungslehre einen dreifachen Nutzen: Sie führe zu Gewissheit, Demut und Dankbarkeit. In Bezug auf die Gewissheit wird dagegen eingewandt, dass auch der an die Prädestination Glaubende sich seiner Rettung nicht gewiss sein könne, denn menschliches Erkennen ist immer fehleranfällig, und der Gerettete sollte ja „die Zeichen seiner Erwählung“ an seinem Leben erkennen können. Schon Calvin selbst wies darauf hin, dass man sich bei solchem „Erkennen von Zeichen“ leicht täuschen könne. Was die Demut betrifft, so wird dagegen eingewandt, dass Gott den Menschen „zu seinem Bild“ schuf, d. h. als entscheidungsfähige Persönlichkeit, im Unterschied zu willenlosen Gegenständen. Wenn diese dem Menschen von Gott eingeräumte Fähigkeit, selbst zu entscheiden, (mit Calvin) bestritten wird, dann habe das nichts mit Demut zu tun (eventuell liege es an Ängstlichkeit?). Und in Bezug auf die von Calvin erwähnte Dankbarkeit wird eingewandt, dass es sich dabei um die Dankbarkeit eines Egoisten handeln würde, dem es egal ist, dass andere Menschen, die Gott hätte ebenso retten können, und die – so die Sichtweise von Calvinisten – auch nicht schlechter oder ablehnender sind, alleine aufgrund von Gottes Entscheidung auf ein furchtbares Schicksal zugehen.
Ein solches Gottesbild, wonach Gott willkürlich bestimmte Menschen für das Heil auswählt und andere verwirft, wird von vielen Christen abgelehnt. Die Kritiker verweisen auf den im Neuen Testament mehrmals ausgedrückten universalen Retterwillen Gottes, zum Beispiel:

„Der Herr … will nicht, dass jemand zugrunde geht, sondern dass alle sich bekehren.“

Außerdem: „Gott … will, dass alle Menschen gerettet werden“ (1 Tim 2,4 ), „die Gnade Gottes ist erschienen, um alle Menschen zu retten“ (Tit 2,11 ) oder „Machet zu Jüngern alle Völker“ (Mt 28,19 ). Aufgrund solcher Bibelstellen ergibt sich die Anfrage an den Calvinismus: Warum sollte Gott „willkürlich einem Teil der Menschheit vorenthalten, was er anderen Menschen – die es sich ebenso wenig verdient haben – gibt?“
Die einzelnen Konfessionen haben jeweils eigene Gründe für ihre Ablehnung des Calvinismus:
- Liberale Christen verschiedener Konfessionen halten die streng calvinistische Lehre für antiliberal und intolerant.
- Die Katholiken lehnen entschieden alle fünf Punkte ab (siehe oben), dazu kommen etliche andere wichtige Lehrpunkte, unter anderem bezüglich der Ekklesiologie und der Sakramente.
- Für die Orthodoxen ist der Freie Wille, den Calvin ablehnt, eine Grundlehre der Bibel. Erlösung sei kein einmaliger, rein passiv zu empfangender Gnadenakt und keine Frage des Sich-gerettet-Wissens, sondern eine andauernde aktive Zusammenarbeit des Heiligen Geistes mit den Gläubigen.
- Die Methodisten: Bereits John Wesley akzeptierte die doppelte Prädestination nicht, die der Calvinist George Whitefield vertrat, was zur zwischenzeitlichen Trennung der beiden führte.
- Die Lutheraner lehnen eine doppelte Prädestination ab und halten an der leiblichen Gegenwart Christi im Abendmahl fest.
- Die Quäker lehnen ebenfalls die Prädestination ab; siehe: Quäkertheologie.

Der Arminianismus, die Lehre der sogenannten Remonstranten, stellt eine ausdrückliche theologische Gegenposition zum Calvinismus innerhalb der calvinistisch geprägten Gebiete Nordwesteuropas und der englischsprachigen Staaten im 17. Jahrhundert dar.
Der Calvinismus entfaltete ab dem 17. Jahrhundert, vor allem unter dem Einfluss des Arminianismus, eine große theologische Bandbreite, die bis heute anhält, vor allem in den Vereinigten Staaten. Beispielsweise gingen dort im 18. Jahrhundert aus einer Reihe kongregationalistischer und presbyterianischer Gemeinden universalistische und unitarische Kirchen hervor. Auch die Entwicklung einer liberalen Theologie im Protestantismus ist teilweise der Arbeit reformierter Theologen geschuldet. Beispielsweise stammte Friedrich Schleiermacher aus einer reformierten Familie.
Im 20. Jahrhundert betonten reformierte Theologen (z. B. Otto Weber), dass Calvin – trotz der von ihm immer wieder geäußerten Warnung vor Spekulationen über Gottes Willen – dieser doch erlag, indem er der Erwählung das logische Gegenstück, die Verwerfung, entgegenstellte und so zur doppelten Prädestination kam. Besonders die Schweizer Reformierten Eduard Thurneysen sowie Karl Barth und seine Schüler fassten die Prädestinationslehre stärker christologisch als Calvin: In Jesus Christus ist nach Eph 1,4–14  die Erwählung geschehen und wird in der Verkündigung des Evangeliums den Menschen zugesprochen. Dass es dennoch Menschen gibt, die das Heil zurückweisen, ist ein rätselhaftes, aus Sicht des Glaubens bedrückendes Geheimnis, das gedanklich nicht aufgelöst werden kann und darf.
Die moderne Evangelisch-Reformierte Kirche der Schweiz sieht sich als bekenntnisfreie Kirche nicht an die Glaubensauffassung ihrer Gründer gebunden. Es steht jedem Theologen und Mitglied frei, sich auf der Grundlage der Bibel und der Lebenserfahrung ein eigenes Bild zu machen.

## Arbeitsethik
Da die Absichten Gottes den Menschen verborgen bleiben, müsse jeder im Sinne einer tugendhaften Lebensführung handeln, also so, als sei er von Gott auserwählt. Unbändiger Fleiß, individueller und wirtschaftlicher Erfolg können in der Folge als Zeichen für den Gnadenstand gewertet werden. Jedoch hat der Mensch keinerlei Einfluss auf die göttliche Entscheidung. Ob jemand nach dem Tod in der Hölle landet oder zum Himmel auffährt, wurde bereits zu Anbeginn der Zeit festgelegt. Was der Mensch nun versucht, ist, sich selbst durch seine Tugendhaftigkeit Gewissheit darüber zu verschaffen, dass er auserwählt sein müsse.
Durch die Testakte von 1673 wurden schließlich in England neben Katholiken auch die calvinistischen Puritaner (Kongregationalisten), Baptisten, Quäker und ab Ende des 18. Jahrhunderts die Methodisten aus allen Staatsämtern und dem Parlament ausgeschlossen, wodurch sie in privatwirtschaftliche Bereiche gedrängt wurden. Im 18. Jahrhundert waren beinahe die Hälfte der englischen Erfinder, Kaufleute und Unternehmer Calvinisten, obwohl diese in der britischen Gesamtbevölkerung eine Minderheit darstellten.
Der „Protestantismusthese“ des deutschen Soziologen Max Weber zufolge hat der Calvinismus im Verlauf des 18. Jahrhunderts die Arbeitsmoral und -ethik in England, Holland, der Schweiz und einigen Gegenden Deutschlands maßgeblich beeinflusst und legitimiert. Besonders in den Staaten, die von den seit 1613 reformierten Hohenzollern regiert wurden. Er setzt einen Maßstab bei der Nützlichkeit menschlichen Handelns an, wobei der wirtschaftliche Erfolg im Vordergrund steht: Zeitvergeudung sei die schlimmste Sünde, wozu auch übermäßig langer Schlaf oder Luxus zählen. Arbeit sei der von Gott vorgeschriebene Selbstzweck des Lebens. Mit seiner spezifischen Arbeits- und Wirtschaftsethik habe der Calvinismus eine wesentliche Grundlage für die Industrielle Revolution und den modernen Kapitalismus geschaffen.
Unbestreitbar an diesen Thesen ist, dass wie alle Reformatoren auch Calvin der Auffassung war, dass aus der in Christus geschehenen Erlösung ein Leben folgt, das aus Gehorsam und Dankbarkeit durch Fleiß, (Selbst-)Disziplin, Sparsamkeit und Genügsamkeit gekennzeichnet ist (Max Weber: „innerweltliche Askese“). Indem Calvin den überkommenen Zusammenhang zwischen wirtschaftlichem Erfolg und einem Leben in Luxus zerbrach, wurden die dadurch eingesparten finanziellen Mittel frei für neue Investitionen. Dies führt zu weiterem wirtschaftlichen Erfolg, zumal die jeweils neuesten und effektivsten Methoden, Geräte und Maschinen zum Einsatz kommen. An diesem Punkt hängen Wirtschaftsleben einerseits und Naturwissenschaft und Technik andererseits zusammen und verstärken sich gegenseitig. Letztere nahmen ebenso wie die Geisteswissenschaften im protestantischen Bereich einen großen Aufschwung, da die Reformatoren das Bildungswesen stark gefördert hatten. Sie waren der Ansicht, dass jedes Gemeindeglied lesen und schreiben lernen sollte, um die Bibel selbständig studieren zu können. Schwerpunkt dieser Entwicklung war die von Calvins Denken durchdrungene angloamerikanische Welt.

## Staat und Gesellschaft

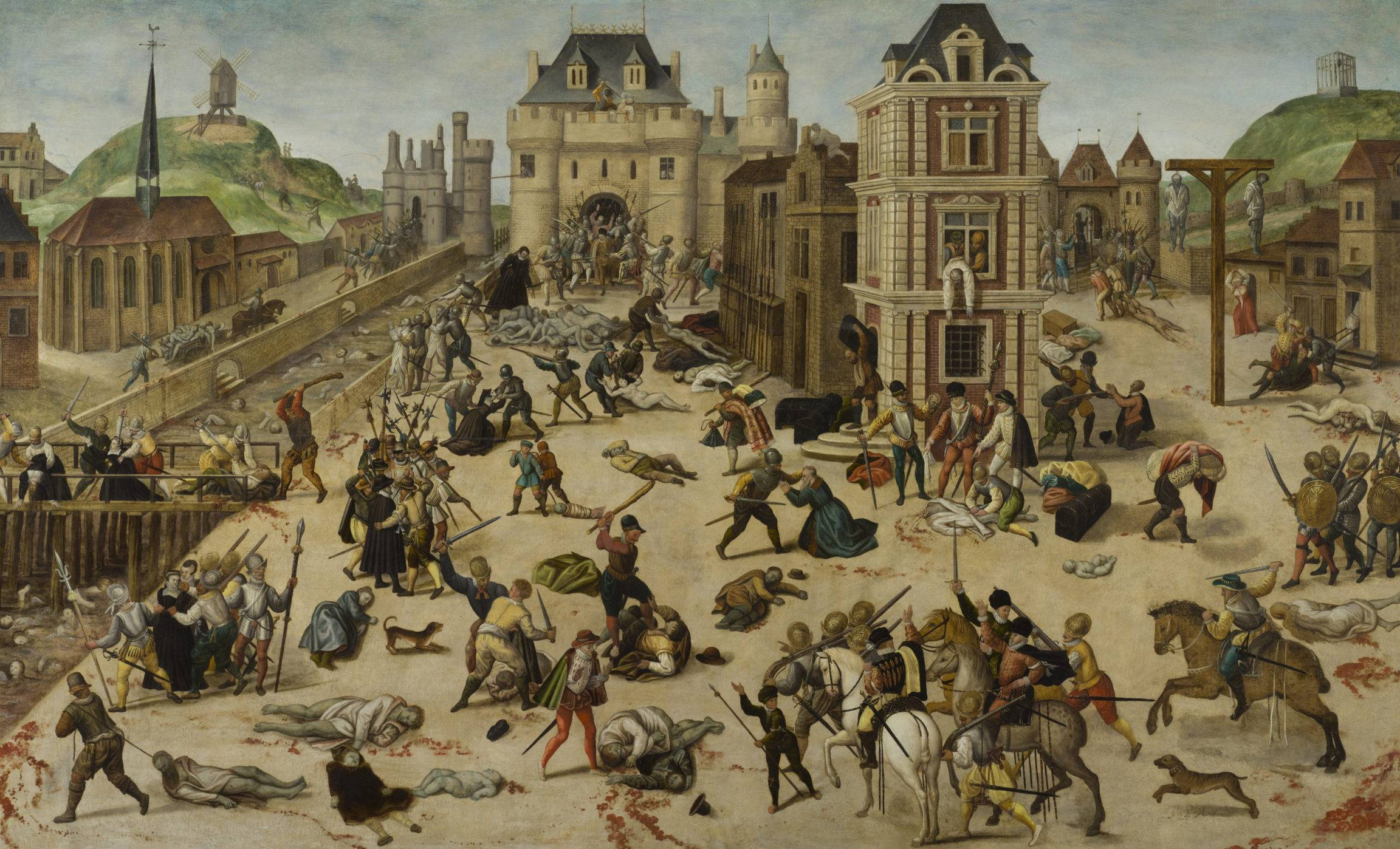
Bartholomäusnacht, massacre de la Saint-Barthélemy (1572) von François Dubois (1529–1584) gemalt zwischen 1572 und 1584.

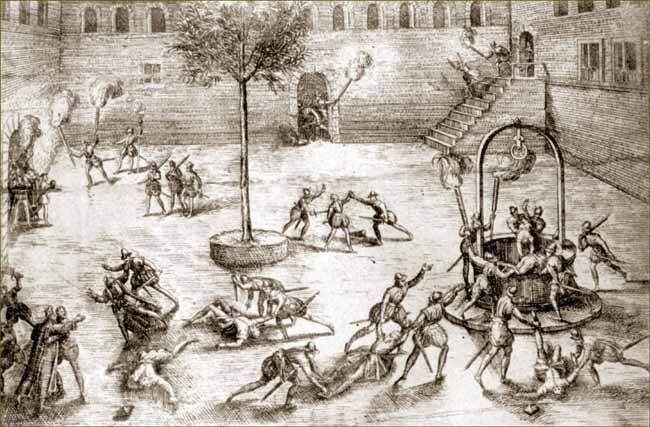
Das Massaker bei der Michelade in Nîmes am 29. September 1567, ca. hundert katholische Mönche und Kleriker fielen den protestantischen Randalierern zum Opfer.

Calvins Gottes- und Menschenbild enthält strenge Züge, aber auch starke Elemente der Freiheit, die ab dem 17. Jahrhundert zunehmend entfaltet wurden. Sie betrafen hauptsächlich Staat und Gesellschaft.
Die strikte Trennung von Kirche und Staat war von den Hugenotten und den ebenfalls verfolgten Täufern, die trotz ihrer Leiden geduldig Religionsfreiheit forderten, bereits seit ihrem Entstehen im 16. Jahrhundert praktiziert worden. Aber auch die Hugenotten ihrerseits führten einen gewalttätigen Krieg und schonten ihre Gegner nicht, genauer waren es aber nicht so sehr Kriege der oder gegen die Hugenotten, sondern eher waren es Kriege des konservativen Katholizismus und der sich für ihn einsetzenden Herrscher gegen die Hugenotten und deren adelige Anführer.
In den Niederlanden, wo sich keine Staatskirche etablieren konnte, zeigte sich in stärkerer Ausprägung der Wunsch nach Religionsfreiheit. Neben orthodoxen Calvinisten gab es die kleine Kirche der Arminianer, die Calvins Prädestinationslehre ablehnten, außerdem kleinere katholische und täuferische Gemeinden.

„Die kirchliche Vielfalt wirkte auflockernd auf den Calvinismus.“

Seit der Losreißung von Spanien (1579) waren die Republik der Sieben Vereinigten Provinzen unter Führung der Calvinisten neben England in bestimmten staatsrechtlichen Aspekten ein freiheitliches Land. Der Arminianer Hugo Grotius konnte hier seine natürliche Theologie, sein Naturrecht und seine historisch-grammatische Bibelauslegung lehren.
Noch geschichtsmächtiger als die freiheitliche Entwicklung in den Niederlanden war das Entstehen der englischen und insbesondere der amerikanischen Demokratie. Im Mittelalter bildeten Staat und Kirche eine Einheit. Beide waren streng hierarchisch gegliedert. Martin Luther vollzog durch seine Zwei-Reiche-Lehre die grundsätzliche Trennung von Geistlichem und Weltlichem. Calvin übernahm diese Lehre und schuf, davon ausgehend, in zweifacher Hinsicht die geistigen Voraussetzungen für die Entwicklung demokratischer Strukturen.
Demgegenüber aber stand etwa auch die ausgeprägte Intoleranz der calvinistisch-orientierten Administration und Führungseliten in der Genfer Republik.
Die erste Voraussetzung war die außerordentlich starke Aufwertung der Laien in der Kirche durch Calvins Vierämterlehre. Die erwachsenen männlichen Gemeindeglieder wählten aus ihrer Mitte auf Zeit Älteste (Presbyter, Kirchengemeinderat), die zusammen mit den Geistlichen die Kirchengemeinden leiteten. (Im 20. Jahrhundert erhielten Frauen ebenfalls das aktive und passive kirchliche Wahlrecht.) In Genf waren die Ältesten zugleich gewählte Mitglieder des Rats der Stadt. Die Hugenotten, die sich als verfolgte Minderheitskirche nicht auf weltliche Instanzen stützen konnten, ergänzten dieses Presbyterialsystem auf regionaler und nationaler Ebene durch gewählte Synoden, in denen Laien und Geistliche ebenfalls gleichberechtigte Mitglieder waren. Die anderen reformierten Kirchen übernahmen diese Kirchenordnung, teils mit einigen kleineren Veränderungen. Quäker, Baptisten und Methodisten sind in ähnlicher Weise organisiert. Somit praktizierten die von Calvin geprägten oder beeinflussten reformatorischen Christen eine kirchliche Selbstregierung, die eine repräsentative Demokratie darstellte.
Im weiteren Verlauf dieses Jahrhunderts spielten in England besonders John Milton und John Locke eine gewichtige Rolle in den zeitweise dramatischen religiösen, kulturellen und politischen Auseinandersetzungen. Beide standen unter der Einwirkung des baptistischen Eintretens für die Religionsfreiheit. In dem Presbyterianer Milton, einem engagierten Mitarbeiter Cromwells, „verkörpern sich alle Toleranzmotive der Zeit in großartiger Einheit. Gewissensfreiheit war ihm christliches und protestantisches Urprinzip und Grundlage aller bürgerlichen Freiheiten. Darum forderte er über Cromwell hinaus völlige Trennung von Staat und Kirche.“ Milton plädierte für das Recht auf Ehescheidung, für Redefreiheit und Pressefreiheit. Die Pressefreiheit wurde in England und seinen Kolonien schließlich als eine Frucht der Glorious Revolution 1694 eingeführt.
Locke, der aus einer puritanischen Familie stammte, war zeitlebens fest in einem stark calvinistisch beeinflussten Protestantismus verwurzelt. Er war überzeugt, dass der christliche Glaube vernunftgemäß (engl. reasonable) sei. Er leitete die Gleichheit der Menschen, einschließlich der Gleichheit von Mann und Frau, nicht von philosophischen Prämissen ab, sondern von 1. Mose 1, 27f, der theologischen Imago-Dei-Lehre. Die Gleichheit der Menschen ist Grundbedingung jedes demokratischen Rechtsstaats. Aus ihr folgte für Locke, dass eine Regierung Macht nur mit Zustimmung der Regierten ausüben darf.

### Der Einfluss des Calvinismus in der angelsächsischen und der Neuen Welt

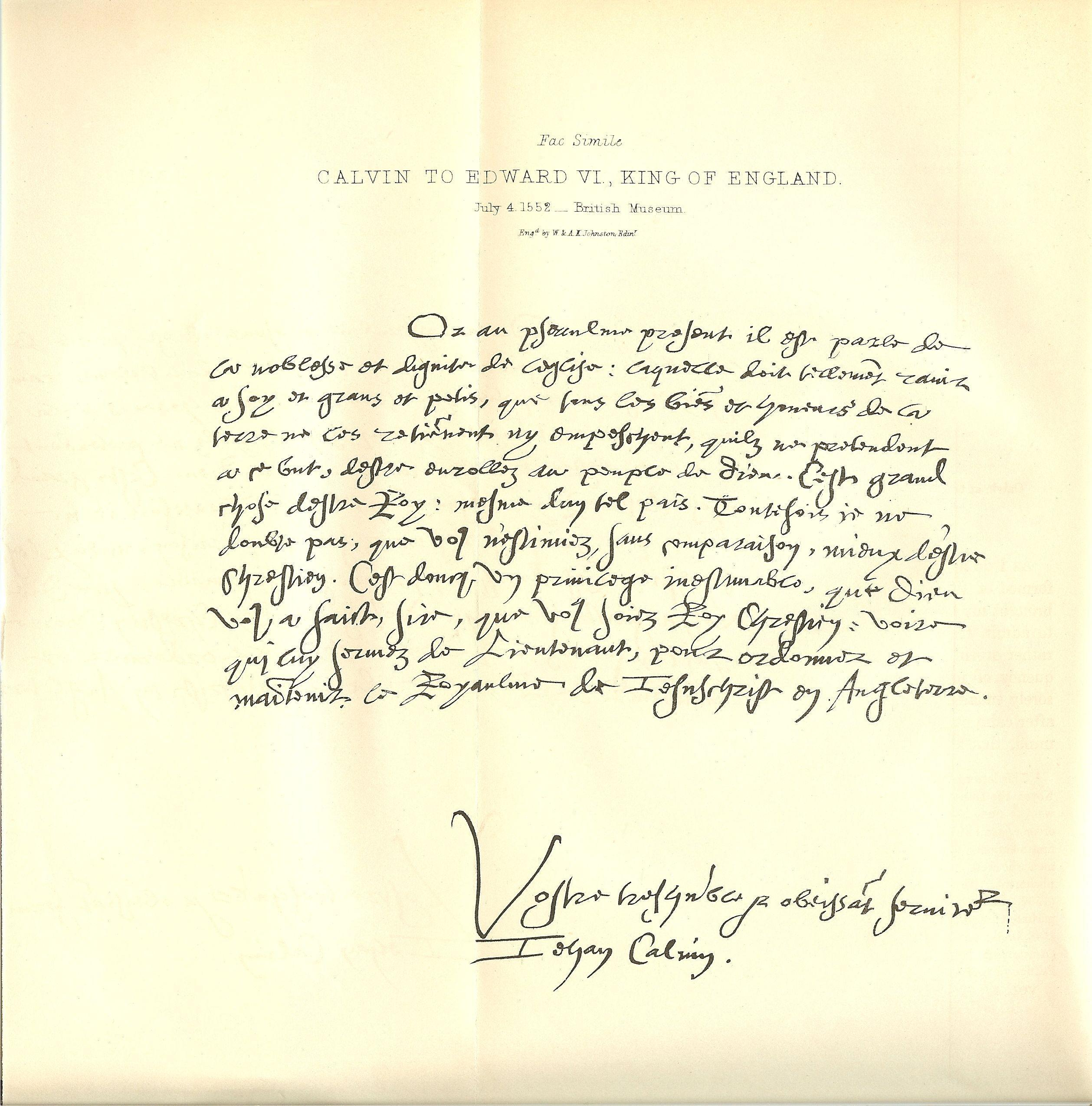
Schreiben Calvins an Eduard VI. von England

Die zweite Voraussetzung für das Entstehen demokratischer Strukturen im angloamerikanischen Raum war, dass Calvin als beste Regierungsform eine Mischung aus Demokratie und Aristokratie favorisierte. Die Monarchie kam für ihn nicht in Frage, weil nach der geschichtlichen Erfahrung Könige dazu neigten, alle Macht an sich zu reißen – zum Schaden ihrer Untertanen. Das Wohlergehen der einfachen Menschen war aber Calvins Kriterium für eine gute Staatsform. Um politischen Machtmissbrauch zu verhindern, schlug er deshalb ein System von weltlichen Instanzen vor, die sich gegenseitig eingrenzen und kontrollieren (Gewaltenteilung).

Er war sich der Vorzüge der Demokratie bewusst: 

„Es ist ein unschätzbares Geschenk, wenn Gott es erlaubt, dass ein Volk die Freiheit hat, Oberhäupter und Obrigkeiten zu wählen.“

Ein weiterer wichtiger Aspekt von Calvins Staatstheorie war seine Auffassung vom Recht auf Widerstand gegen einen tyrannischen Herrscher. Dieses Widerstandsrecht steht nach Calvin zwar dem einzelnen Untertan nicht zu, wohl aber den Ständen, dem Adel, „mittleren Magistraten“ oder Ephoren. Diese haben das Recht – und die Pflicht –, gegen einen Gewaltherrscher vorzugehen, vor allem wenn er den Gehorsam gegen Gott bedroht oder unmöglich macht.

Calvin habe 

„durch seine vorsichtige Widerstandspolitik im Kampf um die Glaubensfreiheit der französischen Protestanten die Widerstandstheorien der späteren Monarchomachen und die politische Entwicklung in Schottland vorbereitet.“

In Schottland zwang der puritanische Adel 1567 die katholische Königin Maria Stuart, zugunsten ihres protestantischen Sohns Jakobs VI. abzudanken. Das machte den Weg frei für die Reformation im Land. Er war von 1603 bis 1625 in Personalunion als Jakob I. auch König von England. Unter ihm und seinem Nachfolger Karl I. wurden die Dissenters, größtenteils puritanische oder separatistische Kongregationalisten (Independenten) hart verfolgt.
Im englischen Bürgerkrieg übernahmen sie unter Oliver Cromwell die Macht im Land und inaugurierten zeitweise ein autoritäres Regime. Wegen seiner absolutistischen Machtansprüche und der Begünstigung der Katholiken wurde Karl I. 1649 hingerichtet und das Land zu einer Republik (Commonwealth of England) erklärt. Aus denselben Gründen setzte das Parlament in der Glorious Revolution 1688 Jakob II. ab und übertrug die Königswürde – allerdings mit eingeschränkten Vollmachten – seiner Tochter Maria und ihrem Gemahl Wilhelm III. von Oranien. Beide waren Protestanten. Damit waren die Grundzüge der englischen bzw. britischen Demokratie geschaffen. 1776 machten sich die amerikanischen Kolonien von Großbritannien unter Georg III. unabhängig. In allen diesen Revolutionen, die Meilensteine auf dem Weg zur neuzeitlichen Demokratie waren, spielte Calvins Staats- und Widerstandstheorie eine herausragende Rolle; jedes Mal handelten die Revolutionäre mit der Unterstützung der großen Mehrheit der jeweiligen Bevölkerung.
Calvinistisches Glauben und Denken trugen auch zum Entstehen der amerikanischen Demokratie – und der Menschenrechte – bei, und zwar durch die reformierte Bundestheologie (Föderaltheologie). Durch seine Erwählung schließt Gott einen Bund oder Vertrag (engl. covenant) mit den Glaubenden, die dadurch zugleich miteinander zu einer Gemeinde zusammengeführt werden. Bei den Kongregationalisten verdichteten sich diese theokratischen Gedanken zur politischen Form der Demokratie, die aber in England nicht zu verwirklichen war. Die dort verfolgten separatistischen bzw. puritanischen Kongregationalisten, die ab 1620 in das spätere Massachusetts auswanderten, waren überzeugt, dass die Demokratie die „gottgemäße Staatsform“ ist (Pilgerväter, Mayflower-Vertrag).
In einigen nordamerikanischen Kolonien verbanden sich die demokratische Regierungsform und ihre bürgerlichen Freiheitsrechte mit dem zentralen Menschenrecht der Religionsfreiheit. Luther hatte das mittelalterliche Inquisitionsverfahren und die staatliche Verfolgung von Andersgläubigen verworfen. Der Glaube, so Luther, könne nicht erzwungen werden. Er sei ein Werk des Heiligen Geistes. Dieselbe Auffassung vertrat der Theologe Roger Williams, der 1636 die Kolonie Rhode Island schuf, die nach demokratischen Grundsätzen regiert wurde und uneingeschränkte Religionsfreiheit gewährte. Williams war zunächst Kongregationalist, später schloss er sich den Baptisten an. Auch die Kolonie Connecticut unter der Führung von Thomas Hooker, einem ebenfalls kongregationalistischen Theologen, verlangte von ihren Bürgern keine Glaubensprüfung. Zusammen mit Pennsylvania, einer Gründung des Quäkers William Penn (1682), wurden diese Kolonien Zufluchtsstätten für in Europa verfolgte religiöse Minderheiten, einschließlich Juden.
Anfang des 17. Jahrhunderts waren aus dem englischen Täufertum die baptistischen Kirchen entstanden (siehe oben). Baptisten wie John Smyth und Thomas Helwys forderten in Streitschriften vehement Glaubens- und Gewissensfreiheit.
Die amerikanische Revolution nährte sich auch aus Traditionen die auf Calvin zurückgingen. Daneben sind insbesondere die Ideen der Freimaurer oder der Aufklärung wiederzufinden.
Die erste war die „kirchengemeindliche Demokratie“ (engl. congregational democracy). Da es in den englischen Kolonien viel zu wenige Geistliche gab, übernahmen Laien die Gründung und Erhaltung von Kirchengemeinden, die sie nach demokratischen Grundsätzen leiteten. Das geschah nicht nur in den von Calvin geprägten oder stark beeinflussten Kirchen, sondern auch weithin in den anglikanischen Gemeinden. Die Revolution erfolgte zeitlich etwa eine Generation nach der (ersten) Großen Erweckungsbewegung (Great Awakening; Jonathan Edwards, George Whitefield u. a.), die starke Nachwirkungen hatte.
Die zweite Quelle für die gedankliche Rechtfertigung der amerikanischen Revolution sowie die wirtschaftlich-ökonomische, politische und rechtliche Ausgestaltung der neuen Verfassung war die Ideologie der radikalen Whigs (Commonwealthmen), einer englischen Partei, die sich auf ihre Vordenker im 17. Jahrhundert, insbesondere Milton und Locke, berief. Die Kolonisten fühlten sich durch die Maßnahmen von George III., seines Ministeriums und des britischen Parlaments „versklavt“. „Die Staatstheorie der radikalen Whigs fand weitverbreiteten Anklang in Amerika, weil sie die traditionellen Anliegen einer protestantischen Kultur wieder zum Leben erweckte, die stets dem Puritanismus sehr nahe gestanden hatte.“
Entsprechend der religiös-geistigen Haltung der Kolonisten begründet die amerikanische Unabhängigkeitserklärung die Menschenrechte nicht philosophisch-naturrechtlich, sondern biblisch-theologisch. Der „Schöpfer“ verleiht den Menschen diese unveräußerlichen Rechte, zu denen unter anderem „Leben, Freiheit und das Streben nach Glück“ gehören. Die Unabhängigkeitserklärung, die amerikanische Verfassung und die (amerikanische) Bill of Rights mit ihren elementaren Bürgerrechten und Menschenrechten wurden Vorbild für viele andere Staaten in allen Teilen der Welt, z. B. Lateinamerika. Sie hatten starken Einfluss auf die Französische Revolution. Ein wichtiges Bindeglied zwischen beiden Umwälzungen war der freimaurerisch-orientierte Marquis de la Fayette, der als französischer Offizier einen Teil der siegreichen amerikanischen Revolutionsarmee kommandiert hatte. Er wurde in beiden Ländern als großer Kriegsheld gefeiert. Als begeisterter Anhänger der amerikanischen Verfassungsgrundsätze rief er alle Staaten auf, diesem Beispiel zu folgen. Er war einer der Führer in der ersten Phase der Französischen Revolution und verfasste den überzeugendsten Entwurf für die Déclaration des droits de l’homme et du citoyen (Erklärung der Menschen- und Bürgerrechte).
Im 19. Jahrhundert engagierten sich die von Calvin geprägten oder stark beeinflussten Kirchen bei vielen sozialen und politischen Reformen in der angloamerikanischen Welt, beispielsweise bei der Abschaffung der Sklaverei (William Wilberforce, Harriet Beecher Stowe u. a.), Einführung des Frauenwahlrechts, Gründung von Gewerkschaften und der britischen Labour Party.
Schottische Calvinisten, die den Schmerz von Frauen bei der Geburt als Gottes Wille ansahen, sahen in James Young Simpson, dem ersten Anwender von Chloroform in der Geburtshilfe 1847, einen Ketzer und Satansgehilfen.
Die reformierten Kirchen betreiben seit jeher eine Fülle diakonischer und humanitärer Einrichtungen (Krankenhäuser, Seniorenheime, Einrichtungen für behinderte Menschen, Schulen, Hochschulen usw.) im In- und Ausland (z. B. Entwicklungsländer). Beispielsweise gründeten Kongregationalisten in Massachusetts bereits 1636 Harvard College. Im 18. Jahrhundert folgten Yale und etwa ein Dutzend weiterer Hochschulen. Sie sind heute meistenteils unabhängige Einrichtungen.

### Globale Einflüsse
Die Grundsätze der amerikanischen Verfassung fanden Eingang in die Charta und die Menschenrechtserklärung der Vereinten Nationen, die der demokratischen Staatsform und den Menschenrechten universelle Gültigkeit zuschreiben.
Auch die preußische Verfassung von 1848/49, die Verfassung der Weimarer Republik und das Grundgesetz der Bundesrepublik Deutschland orientierten sich an den amerikanischen Verfassungsprinzipien (z. B. republikanische und föderale Staatsform, Grundrechtekanon, Bundesverfassungsgericht).
Als Reaktion auf die Verelendung großer Teile der ländlichen und städtischen Bevölkerung riefen ab 1844 in England Mitglieder der Kongregationalisten, Methodisten, anderer Freikirchen und Anglikaner Genossenschaften als Selbsthilfeorganisationen ins Leben. In Deutschland schuf der Reformierte Friedrich Wilhelm Raiffeisen aus christlicher Gesinnung ab 1846 ein dichtes Netz von Genossenschaften. Henry Dunant, ein reformierter Pietist, leistete einen großen Beitrag zum humanitären Völkerrecht. Das Rote Kreuz war seine Gründung. Zudem war er die treibende Kraft bei der Formulierung der Genfer Konventionen.

## Kunst
In den Anfängen der Reformation wurden durch das Bilderverbot in reformierten Kirchen und die Einschränkung der geistlichen Musik auf schlichte Einstimmigkeit und Bibeltreue weite Teile der Kunst aus der Kirche verdrängt. Die Malerei wandte sich weltlichen Motiven zu (Rembrandt, Frans Hals). Die mehrstimmige Musik und die Orgel wurden noch im 16. Jahrhundert wieder zugelassen; so wurden auch die polyphonen Vertonungen des Genfer Psalters von Claude Goudimel in reformierten Kirchen Frankreichs und der Schweiz gesungen, und Jan Pieterszoon Sweelinck blieb auch nach der Reformation in Amsterdam Kirchenorganist. Befruchtend wirkte der Calvinismus auf Teile der abendländischen Literatur (Nathaniel Hawthorne, John Milton, Jeremias Gotthelf, Conrad Ferdinand Meyer, Friedrich Dürrenmatt, John Updike u. a.)

### Fachlexika
- Brian Albert Gerrish: Calvinismus. In: Religion in Geschichte und Gegenwart (RGG). 4. Auflage. Band 2, Mohr-Siebeck, Tübingen 1999, Sp. 36–38.
- Olivier Fatio: Calvinismus. In: Historisches Lexikon der Schweiz.

### Geschichte des Calvinismus
- Philip Benedict: Christ’s Churches Purely Reformed. A Social History of Calvinism. Yale University Press, New Haven, Connecticut u. a. 2002, ISBN 0-300-08812-4.
- Deutsches Historisches Museum Berlin (Hrsg.): Calvinismus. Die Reformierten in Deutschland und Europa. Sandstein Verlag, Dresden 2009, ISBN 978-3-940319-65-4.
- Philip S. Gorski: The Disciplinary Revolution. Calvinism and the Rise of the State in Early Modern Europe. University of Chicago Press, Chicago u. a. 2003, ISBN 0-226-30483-3.
- Irene Dingel, Herman Johan Selderhuis (Hrsg.): Calvin und Calvinismus (= Veröffentlichungen des Instituts für Europäische Geschichte Mainz, Abteilung für Abendländische Religionsgeschichte Band 84). Vandenhoeck & Ruprecht, Göttingen 2011, ISBN 978-3-525101-06-3.[51]
- Ernst Koch: Das konfessionelle Zeitalter – Katholizismus, Luthertum, Calvinismus (1563–1675) (Kirchengeschichte in Einzeldarstellungen; 2/8). Evang. Verlagsanstalt, Leipzig 2000, ISBN 3-374-01719-3.
- Andrew Pettegree: Calvinism in Europe, 1540–1620. Cambridge University Press, Cambridge 1994, ISBN 0-521-43269-3.
- Darryl G. Hart: Calvinism: A History. Yale University Press, 2013, ISBN 978-0-300-14879-4 (Print), ISBN 978-0-300-19536-1 (E-Book) (abgerufen durch Verlag Walter de Gruyter).

### Einzelaspekte
- Stefan Bildheim: Calvinistische Staatstheorien. Historische Fallstudien zur Präsenz monarchomachischer Denkstrukturen im Mitteleuropa der Frühen Neuzeit (EHS; 3/904). Lang, Frankfurt am Main u. a. 2001, ISBN 3-631-37533-6.
- Klaas Huizing: Das Testament der Kühe, Roman, Klöpfer/Narr, 2020.
- Ron Kubsch: Neuer Calvinismus: Einblicke in eine junge reformierte Bewegung. In: Ron Kubsch u. Matthias Lohmann (Hrsg.): Schätze der Gnade. Reformatorische Theologie im 21. Jahrhundert (MBS Jahrbuch), Verlag für Kultur und Wissenschaft, Bonn 2013, ISBN 978-3-86269-087-9, (S. 41–70).
- Martin Laube und Hans-Georg Ulrichs (Hrsg.): Weltgestaltender Calvinismus. Studien zur Rezeption Abraham Kuypers, Forschungen zur Reformierten Theologie, Band 012, Vandenhoeck & Ruprecht, Göttingen 2021, ISBN 978-3-7887-3530-2.
- Christian Mühling: Calvinismus oder Reformiertentum? Zur Selbst- und Fremdwahrnehmung einer Konfessionsgemeinschaft. In: Dorothea Klein, Frank Kleinehagenbrock, Joachim Hamm, Anuschka Tischer (Hrsg.): Reformation und katholische Reform zwischen Kontinuität und Innovation (= Publikationen aus dem Kolleg „Mittelalter und Frühe Neuzeit“, 6). Königshausen & Neumann, Würzburg 2019, ISBN 978-3-8260-6913-0, S. 183–212.
- Jan Rohls: Zwischen Bildersturm und Kapitalismus. Der Beitrag des reformierten Protestantismus zur Kulturgeschichte Europas (Veröffentlichungen der Johannes-a-Lasco-Bibliothek; 3), Foedus-Verlag, Wuppertal 1999, ISBN 3-932735-34-X.
- Dieter Schellong: Wie steht es um die „These“ vom Zusammenhang von Calvinismus und „Geist des Kapitalismus“? Paderborner Universitätsreden 47. Univ.-Gesamthochschule, Paderborn 1995.
- Herman J. Selderhuis, Martin Leiner und Volker Leppin (Hrsg.): Calvinismus in den Auseinandersetzungen des frühen konfessionellen Zeitalters, Reformed Historical Theology, Band 23, Vandenhoeck & Ruprecht, Göttingen 2013, ISBN 978-3-525-55050-2.
- Peter Streitenberger: Die fünf Punkte des Calvinismus aus biblischer Perspektive. Verlag für Theologie und Religionswissenschaft, Nürnberg 2011, ISBN 978-3-941750-42-5 (die frühere umfangreichere Ausgabe von 2007 bei CMD, Hünfeld, behandelte zusätzlich „Umkämpfte Schriftstellen“).
- Christoph Strohm: Ethik im frühen Calvinismus. Humanistische Einflüsse, philosophische, juristische und theologische Argumentationen sowie mentalitätsgeschichtliche Aspekte am Beispiel des Calvin-Schülers Lambertus Danaeus (Arbeiten zur Kirchengeschichte; 65), de Gruyter, Berlin u. a. 1996, ISBN 3-11-015061-1.
- Christoph Strohm: Calvinismus und Recht. Weltanschaulich-konfessionelle Aspekte im Werk reformierter Juristen in der Frühen Neuzeit, Mpohr & Siebeck, Tübingen, ISBN 978-3-16-149581-6.
  - Calvinism and the Law. Ideological and Confessional Aspects in the Works of Law Professors from the Reformed Church in Early Modern Germany, 2008.
- Max Weber: Die Protestantische Ethik und der Geist des Kapitalismus, in: Ders.: Gesammelte Aufsätze zur Religionssoziologie, Band 1, Tübingen 1988.
- Reiner Zimmermann: Calvinismus in seiner Vielfalt: Die Bedeutung des Reformators für die evangelische Christenheit, Vandenhoeck & Ruprecht, Göttingen 2011, ISBN 978-3-788-72490-0.
- Stefan Zweig: Castellio gegen Calvin oder Ein Gewissen gegen die Gewalt, 15. Auflage, Fischer Taschenbuch, Frankfurt 1983, ISBN 978-3-596-22295-7.